# Проспект Академика Королёва (Киев)
Проспект Акаде́мика Королёва (укр. Проспект Академіка Корольова) — проспект в Святошинском районе города Киева. Пролегает от улицы Ивана Дзюбы до улицы Девятого Мая.
Примыкают улицы Пшеничная, Александра Махова, Пришвина, Булгакова и Симиренко.

## История
Проспект проложен под современным названием в конце 1970-х — начале 1980-х годов, как продолжение улицы Академика Королёва, в связи с застройкой массива Южная Борщаговка. Сначала простирался до улицы Булгакова, в конце 1980-х годов «прорезан» сквозь старую малоэтажную застройку (окончательно снесена во 2-й половине 80-х годов) до улицы 9 Мая.

## Учреждения
- № 7 Борщаговское (им. Шевченко) трамвайное депо;
- № 12 «д» детский сад № 694
- № 12 «к» детский сад № 681
- № 12 «м» средняя общеобразовательная школа № 254 с углублённым изучением английского языка

## Транспорт
- Автобусы 2, 89
- Скоростной трамвай №2
- Служебная трамвайная линия до трамвайного депо (проложена в 2005 году).